# Вознесенка (Куйбишевський сільський округ)
Вознесе́нка (каз. Вознесенка) — село у складі Кизилжарського району Північноказахстанської області Казахстану. Входить до складу Куйбишевського сільського округу.
Населення — 445 осіб (2021; 544 у 2009, 668 у 1999, 630 у 1989).
Національний склад станом на 1989 рік:
- росіяни — 100 %.